# (2311) El Leoncito
(2311) El Leoncito es un asteroide perteneciente al cinturón exterior de asteroides descubierto por el equipo del Observatorio Félix Aguilar desde el observatorio de El Leoncito, Argentina, el 10 de octubre de 1974.

## Designación y nombre
El Leoncito fue designado inicialmente como 1974 TA1.
Posteriormente, en 1983, se nombró por el observatorio argentino de El Leoncito.

## Características orbitales
El Leoncito está situado a una distancia media de 3,639 ua del Sol, pudiendo alejarse hasta 3,79 ua y acercarse hasta 3,488 ua. Tiene una excentricidad de 0,04143 y una inclinación orbital de 6,617 grados. Emplea en completar una órbita alrededor del Sol 2536 días.

## Características físicas
La magnitud absoluta de El Leoncito es 10,52. Tiene un diámetro de 53,14 km y se estima su albedo en 0,0388. El Leoncito está asignado al tipo espectral D de la clasificación Tholen.